# ركايا سجنة
ركايا سجنة قرية سورية تتبع ناحية حيش في منطقة معرة النعمان في محافظة إدلب. بلغ عدد سكانها 2472 نسمة في عام 2004 حسب إحصاء المكتب المركزي للإحصاء.